# Plaza de los Huertos
La plaza de los Huertos es un espacio público de la ciudad española de Segovia.

## Descripción
La plaza está situada junto a la del Doctor Laguna, en las inmediaciones de las calles del Cronista Ildefonso Rodríguez, de Arias Dávila, de Colón, de Serafín y de San Facundo. Aparece descrita en Las calles de Segovia (1918) de Mariano Sáez y Romero con las siguientes palabras:

Huertos (Plazuela de los).—Está situada entre la calle de Colón y la de los Huertos. Una esquina de esta plazuela la constituía el convento ya referido de los Premostratenses de los Huertos, luego oficinas de Hacienda. Hoy la Delegación de Hacienda también da vueltas a esta plazuela, pues están establecidas sus dependencias en la casa de Arias Dávila o Pedrarias, como era conocido uno de los más significados personajes de esta familia, y donde se alza el esbelto torreón cuadrangular que remata en matacanes con escudos y ornamentos, afeándole mucho un cuerpo superior con tejado y que si desapareciera daría gran esbeltez a la hermosísima torre.
(Sáez y Romero, 1918, p. 85)